# Passaliolla corticalis
Passaliolla corticalis är en skalbaggsart som beskrevs av Bates 1887. Passaliolla corticalis ingår i släktet Passaliolla och familjen Aphodiidae. Inga underarter finns listade i Catalogue of Life.